# Yushan-Gebirge

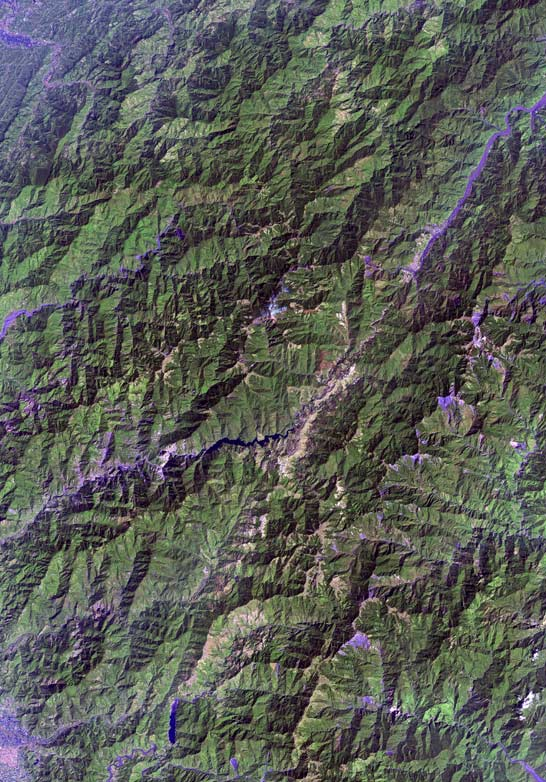
Satellitenfoto des Yushan-Gebirges

Das Yushan-Gebirge (chinesisch 玉山山脈, Pinyin Yùshān Shānmài, W.-G. Yü-shan Shan-mai, dt.: Jade-Gebirge, früher: Niitaka Sanmyaku, japanisch 新高山脈／にいたかさんみゃ en.: Jade Mountain Range) ist ein Gebirge im zentralen Süd-Taiwan.

## Geographie
Das Yushan-Gebirge ist eines der fünf Hauptgebirge Taiwans und mit einer Länge von etwa 180 Kilometern das kürzeste der fünf großen Gebirgsketten. Es erstreckt sich über das Gebiet des Landkreises Chiayi, der Stadt Kaohsiung und des Landkreises Nantou und grenzt im Osten an das Zentralgebirge und ist durch den Fluss Qishan Xi im Westen vom Alishan-Gebirge getrennt.
Das Gebirge beginnt im Norden am Südufer des Zhuoshui in der Gemeinde Shuili im Kreis Nantou, verbindet sich im Norden über den Fluss Zhuoshui mit dem Xueshan-Gebirge und erreicht im Süden die Grenze der Bezirke Qishan und Meinong in der Nähe des Berges Shiba-Luohanshan (十八羅漢山, Achtzehn-Louhan-Barg) im Bezirk Liugui der Stadt Kaohsiung.
Die Grenze zum Guanshan-Gebirge wird durch die Flüsse Jùndà xi (郡大溪, Aul misnabukun) und Linongxi (荖濃溪, laku laku) gebildet, welche entlang der Pia-Nan-Verwerfungslinie verlaufen. Die Berge entlang des Tatajia-Passes grenzen an das Alishan-Gebirge.
Der Hauptgipfel Yushan, mit einer Höhe von 3952 m bildet eine Scharnierstelle der beiden Hauptkämme. Der Yushan-Nationalpark ist das Schutzgebiet, welches die Hauptgipfel umfasst.

### Liste von Gipfeln

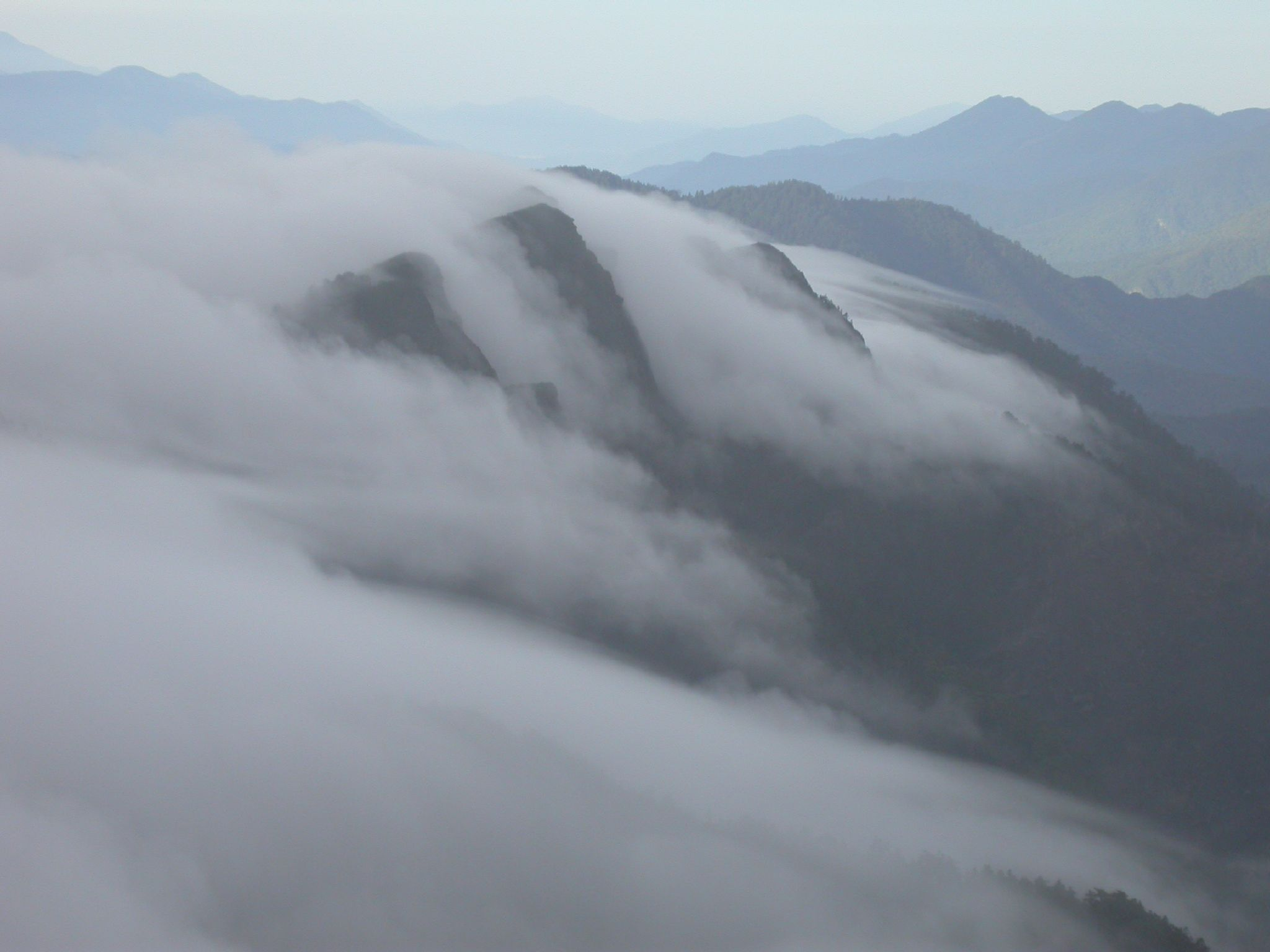
Wolkenfahnen am Gebirgskamm am Yushan Trail.

Das Gebirge hat 22 Gipfel die Höher als 3000 m aufsteigen, 12 davon gehören zu den „100 höchsten Gipfeln Taiwans“ (台灣百岳, Táiwan bǎiyuè):
- Yushan (玉山主峰), 3952 m
- Yushan-Ostgipfel (玉山東峰), 3869 m
- Yushan-Nordgipfel (玉山北峰), 3858 m
- Yushan-Südgipfel (玉山南峰), 3844 m
- Dongxiaonanshan (東小南山), 3744 m
- Yushan Westgipfel (玉山西峰), 3467 m
- Nanyushan (南玉山), 3383 m
- Badongguanshan (八通關山), 3245 m
- Jundashan (郡大山), 3265 m (23°34′38″N 120°57′45″E)
- Yushan Forward Peak (玉山前峰), 3239 m
- Xiluandashan (西巒大山), 3081 m
- Lushan (鹿山), 2981 m

### Hauptkamm
Die Gipfel des Hauptkammes von Norden nach Süden sind:
- Shuanglong (雙龍山), 1094 m
- Hēihēigǔshān (黑黑谷山), 1258 m
- Zhìmáo shān (治茆山), 2909 m
- Xīluán dàshān (西巒大山), 3081 m (23°41′43″N 120°56′40″E)
- Jīnzi shān (金子山), 3005 m
- Qīngshuǐ shān (清水山), 3048 m
- Nordgipfel des Jundashān (郡大山北峰 Jùndàshān běifēng), 3241 m
- Junda shān (郡大山)
- Duìguān shān (對關山), 2936 m
- Acht Pässe (八通關大山 bātōng guān dàshān), 3335 m
- Westgipfel des Bātōng Guān dàshān (八通關山西峰), 3245 m
- Nordgipfel des Yushan (玉山北峰), 3858 m (23°29′14,64″N 120°57′34,92″E)
- Hauptgipfel des Yushān (玉山主峰), 3952 m (23°28′12″N 120°57′16″E)
- „Rundgipfel“ des Yushān (玉山圓峰), 3752 m
- Yushan Nanshan-Dreispitz (玉山南山三叉峰), 3807 m
- Xiǎonnán shān (小南山), 3582 m
- Nan Yushan (南玉山), 3383 m
- Xīn Sùzuǒqū shān (新素左屈山), 2810 m
- Mójièwǎn shān (魔界碗山), 2862 m
- Nánmiàn shān (南面山), 2828 m
- Wǔxī shān (五溪山), 2057 m
- Xīn Wànglǐng (新望嶺), 2481 m
- Chì shān (飭山), 2275 m
- Wǒdān shān (我丹山), 2044 m
- Dàzhúxī shān (大竹溪山), 1664 m
- Fānzǐliáo shān (番子寮山), 1208 m
- Nèiyīng shān (內英山), 1151 m
- Longnong-Pass (荖濃越山 Longnóngyuèshān), 1065 m
- qingtíng shān (廍亭山), 1044 m
- Nanqingting shān (南廍亭山), 987 m
- Dàliáo shān (大寮山), 590 m
- Hòu shān (后山), 529 m
- Dàgòngzhàn shān (大貢占山), 823 m
- Gǒuliáo shān (狗寮山), 554 m
- Zhútóu shān (竹頭山), 535 m
- Nángǒuliáo shān (南狗寮山), 500 m
- Dàbēngféng shān (大崩逢山), 422 m
- Shǔdǐng shān (黍頂山), 457 m
- Chádǐng shān (茶頂山),
- Yuèméi shān (月眉山), 295 m
- Zhúzimén shān (竹子門山), 283 m
- Lóngdù shān (龍肚山), 199 m
- Shīxíngdǐng (獅形頂), 145 m
- Dàguī shān (Hejongtou) (大龜山 - 河埧頭), 133 m
- Xiǎoguī shān (小龜山), 107 m
- Jǐngjiǎo shān (井角山 - 旗尾支始), 499 m
- Aoba shān (青葉山 qīngyè shān), 664 m
- Quánbēi shān (拳背山), 380 m
- Chágīngjiǎo shān (茶青角山), 436 m
- Shānxiónglǐng (山熊嶺), 610 m
- Qiāngzǐliáo shān (羌子寮山), 630 m
- Yuèguāng shān (月光山), 650 m
- Shuāngfēng shān (雙峰山), 548 m
- Língshān (靈山), 364 m
- Réntóu shān (人頭山), 390 m
- Dàjīnzìmiàn shān (大金字面山), 364 m
- Fúměi shān (福美山), 334 m
- Qíwěi shān (旗尾山), 318 m
- Běiqíwěi shān (北旗尾山), 113 m
- Běiqíwěinán shān (北旗尾南山), 92 m

## Entstehung
Der Yushan-Gebirgsblock wurde durch die Kollision der eurasischen und philippinischen Meeresplatte angehoben. Der Hauptkamm ist leicht kreuzförmig, von Norden nach Süden lang und von Osten nach Westen kurz. Der Schnittpunkt des Kreuzes ist der Hauptgipfel des Yushan. Das Gebiet liegt im Zentrum Taiwans und erstreckt sich über Kaohsiung, Nantou, Chiayi und drei weitere Landkreise und Städte, die die wichtigsten Einzugsgebiete der beiden großen Flüsse Zhuoshui und Gaoping sind.
Die Felsformationen im Yushan-Gebirge sind geologisch älter, während die Felsformationen im westlich angrenzenden Alishan-Gebirge größtenteils aus Sandstein, Schiefer und Sandschiefer bestehen, die durch Sedimentierung entstanden sind, und ein jüngeres geologisches Alter aufweisen. Es gibt viele Verwerfungslinien zwischen den beiden Bergketten. Eine Theorie besagt, dass die Alishan-Berge ursprünglich auf dem Yushan-Gebirge lagen auflagen. Sie wurden aufgrund der starken Kompression der Ostplatte nach Westen verschoben und bildeten die Alishan-Berge Berge, die älteren Felsformationen darunter wurde zum Yushan-Gebirge aufgetürmt. Eine andere Theorie besagt, dass das Alishan-Gebirge ein westlicher Überschiebungsberg ist, der durch den orogenen Gürtel des westlichen Vorgebirgsgürtels gebildet wird.